# Ophiodes yacupoi
Ophiodes yacupoi är en ödleart som beskrevs av  José María Alfono Félix Gallardo 1966. Ophiodes yacupoi ingår i släktet Ophiodes och familjen kopparödlor. Inga underarter finns listade i Catalogue of Life.